# Rusănești
Rusănești es una comuna ubicada en el distrito de Olt, Rumania.

## Superficie
Posee una superficie de 60,23 kilómetros cuadrados.

## Demografía
Hasta 2021 la población era de 3843 habitantes, con una densidad de población de 63,81 habitantes por kilómetro cuadrado.